# Drawiny
Drawiny (niem. Dragebruch, czyli Drawieńskie Błota) – wieś w Polsce położona w województwie lubuskim, w powiecie strzelecko-drezdeneckim, w gminie Drezdenko, na prawym brzegu Drawy. 
Założona w 1734 przez przybyłych z Żuław holenderskich mennonitów. Założenie osady miało być pruską przeciwwagą dla powstałego kilka lat wcześniej na ziemiach należących do Sapiehów Łokacza (drugi brzeg granicznej Drawy). Wieś została spustoszona przez Rosjan podczas wojny siedmioletniej. Ponowny rozkwit osady nastąpił po wybudowaniu linii kolejowej z Poznania do Szczecina (wcześniej transport towarów odbywał się Drawą lub złej jakości drogami leśnymi). Ponowna fala rozwoju związana była z industrializacją wioski po 1945 (zakłady przemysłowe po 1989 uległy degradacji). We wsi znajduje się kościół św. Józefa.
W latach 1954–1972 wieś należała i była siedzibą władz gromady Drawiny. W latach 1975–1998 miejscowość administracyjnie należała do województwa gorzowskiego.